# Márton-hegy
Márton-hegy är en kulle i Ungerns huvudstad Budapest. Toppen på Márton-hegy är 328 meter över havet.